# Църква на Санта Колома д'Андора
Църквата на Санта Колома е църква в Санта Колома, енория Андора ла Веля, Андора и най-старата църква в Андора. Тя е обект, регистриран като културно наследство на Андора. Корабът на църквата е построен през VIII или IX век, а кулата – през XII век. В църквата се виждат останки от стенописи, направени през XII век от майстора на Санта Колома. Повечето от стенописите са премахнати през 1933 г. и са били в Берлин до 2007 г. Тези стенописи сега са показани в изложбената зала на правителството на Андора.

## Препратки
1. ↑  Església de Santa Coloma //   Cultural Heritage of Andorra.  Архивиран от оригинала на 9 May 2012.

|  | Тази страница частично или изцяло представлява превод на страницата Church of Santa Coloma d'Andorra в Уикипедия на английски. Оригиналният текст, както и този превод, са защитени от Лиценза „Криейтив Комънс – Признание – Споделяне на споделеното“, а за съдържание, създадено преди юни 2009 година – от Лиценза за свободна документация на ГНУ. Прегледайте историята на редакциите на оригиналната страница, както и на преводната страница, за да видите списъка на съавторите. ВАЖНО: Този шаблон се отнася единствено до авторските права върху съдържанието на статията. Добавянето му не отменя изискването да се посочват конкретни източници на твърденията, които да бъдат благонадеждни. |